# Świerszcz południowy
Świerszcz południowy (Eumodicogryllus burdigalensis) – palearktyczny gatunek owada prostoskrzydłego z rodziny świerszczowatych (Gryllidae) opisywany pod wieloma nazwami synonimicznymi. W Polsce jest gatunkiem bardzo rzadkim, stwierdzonym jeden raz – była to samica znaleziona w Krzyżanowicach. Dalszych wystąpień w Polsce dotychczas nie stwierdzono, ale obecność tego gatunku na Słowacji i Ukrainie sugeruje, że pojawienie się E. burdigalensis w Polsce jest możliwe. Na Czerwonej Liście Zwierząt Ginących i Zagrożonych w Polsce gatunek został umieszczony w kategorii EX (wymarły na terenie Polski).